# زاك توماس
زاك توماس (بالإنجليزية: Zach Thomas)‏ هو لاعب كرة قدم أمريكية أمريكي، ولد في 1 سبتمبر 1973 في بامبا في الولايات المتحدة.

## وصلات خارجية
- زاك توماس على موقع مرجع كرة القدم المحترفة.كوم (الإنجليزية)
- زاك توماس على موقع قاعة فلوريدا للمشاهير الرياضية (الإنجليزية)
- زاك توماس على موقع إن إن دي بي (الإنجليزية)